# Semana Santa en Játiva
La Semana Santa de Játiva (en valenciano, Setmana Santa de Xàtiva) es una fiesta religiosa y cultural celebrada en la ciudad de Játiva, en la provincia de Valencia, que conmemora la pasión y muerte de Jesucristo. Está formada por dieciséis cofradías y organizada por la Hermandad de Cofradías de Semana Santa. Fue declarada Fiesta de Interés Turístico Autonómico en 2025.

## Orígenes

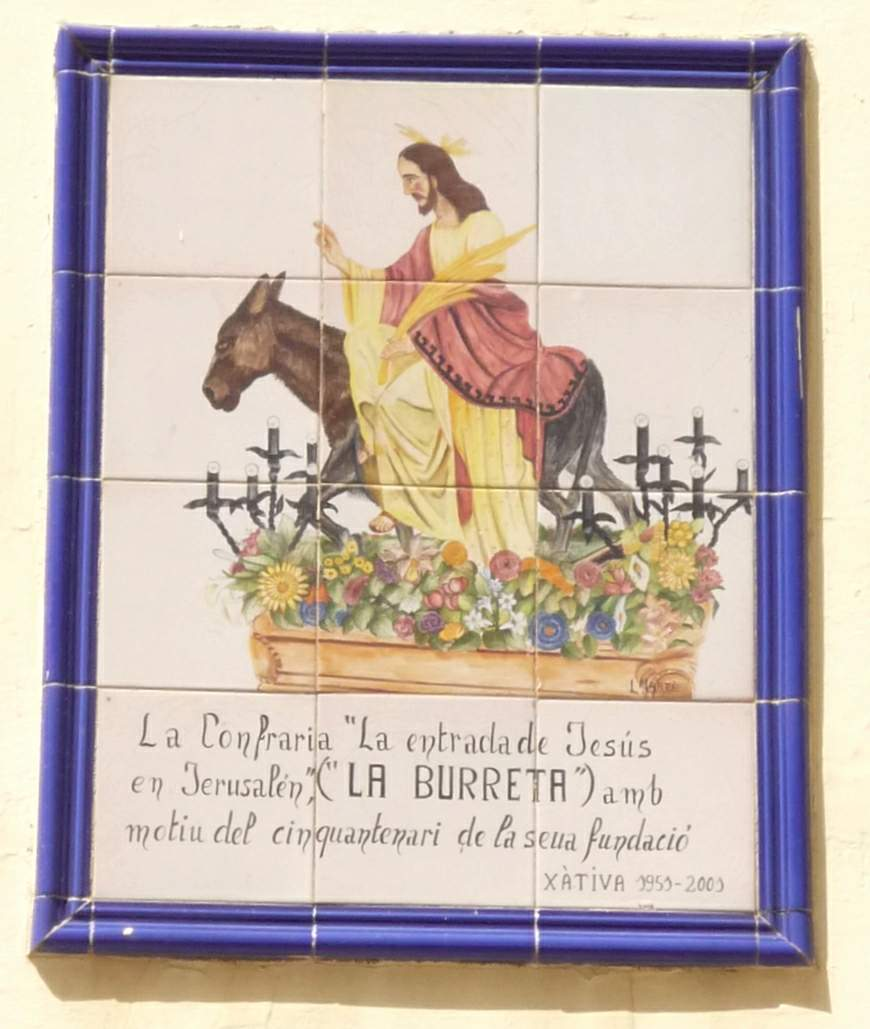
Azulejos en una calle de Játiva con la imagen titular de la cofradía de "la Burreta" en su 50 aniversario

La Semana Santa setabense se remonta a finales de la Edad Media, aunque quedan pocos documentos de ello en los archivos municipales anteriores al año 1707, pues la ciudad fue quemada aquel año durante la guerra de sucesión española. Durante el siglo XVIII ya encontramos documentos que atestiguan que la Semana Santa setabense alcanzó su máximo esplendor según documentos de la época. La Cofradía de la Sangre es la más antigua de la Semana Santa setabense, con orígenes en el siglo XIV, que junto a la del Ecce Homo del siglo XVI son las más antiguas de la ciudad.
Precisamente los pasos del Ecce-Homo y Nuestra Señora de la Soledad, imagen titular esta última de la Cofradía de la Sangre, son los protagonistas de una de las procesiones más antiguas de la Semana Santa setabense, la procesión de les Cortesies o El Encuentro, que se celebra el Miércoles Santo. La imagen de Nuestra Señora de la Soledad sale de la Iglesia Colegial de Santa María, y la del Ecce-Homo de la iglesia de Nuestra Señora de la Merced y las dos comitivas se encuentran, a medianoche, enfrente de la iglesia de San Francisco, donde los armats romanos ejecutan una danza y la imagen de Nuestra Señora de la Soledad, de forma cortés, es inclinada tres veces ante la del Ecce-Homo.
A finales del siglo XIX la Semana Santa setabense ya contaba con nueve pasos: la Santa Cena, Jesús en el Huerto (hoy desaparecida), el Señor de la Columna, el Ecce-Homo, el Nazareno, Jesús crucificado, la Dolorosa, el Santo Sepulcro y la Soledad.

## Cofradías
- Cofradía de la Entrada de Jesús en Jerusalén «La Burreta». Fundada en 1951. Iglesia Colegial Basílica de Santa María.

- Hermandad de la Santa Cena. Fundada en 1963. Iglesia Parroquial de los Santos Juanes.

- Cofradía del Santísimo Cristo de la Flagelación «Señor de la Columna». Fundada en 1952. Iglesia Conventual de San Francisco.

- Congregación del Santísimo Ecce-Homo. Fundada en el siglo XVI. Iglesia Parroquial de la Merced.

- Cofradía de Nuestro Padre Jesús Nazareno. Fundada en 1942.

. Iglesia Colegial Basílica de Santa María.
- Cofradía Santísimo Cristo de la Expiración «El Cachorro». Fundada en 1966. Iglesia Colegial Basílica de Santa María.

- Cofradía del Silencio. Iglesia Parroquial de Nuestra señora del Carmen.

- Cofradía de Jesús de la Buena Muerte y Nuestra Señora de la Esperanza. Fundada en 1949. Iglesia Parroquial de la Merced.

- Cofradía de Nuestra Señora de los Dolores «La Dolorosa». Fundada en el siglo siglo  XVIII (refundada en 1948). Iglesia Parroquial de Nuestra señora del Carmen.

- Cofradía del Traslado del Cuerpo de Cristo al Sepulcro «La Camilla». Fundada en 1950. Iglesia Parroquial de los Santos Juanes.

- Cofradía del Santo Sepulcro. Fundada en el siglo XVII (refundada en 1940). Iglesia Parroquial de San Pedro Apóstol.

- Cofradía de la Purísima Sangre de Cristo y Nuestra Señora de la Soledad. Fundada en el siglo XIV. Iglesia Colegial Basílica de Santa María.

- Cofradía de Cristo Resucitado y María Inmaculada. Fundada en 2009. Iglesia Parroquial de Nuestra señora del Carmen.

- Hermandad de Penitentes de la Santísima Cruz. Fundada en 2014. Iglesia conventual de San Francisco.

## Procesiones

### Domingo de Ramos
- Mediodía:«Procesión de las Palmas» de la Cofradía de la Entrada de Jesús en Jerusalén con su imagen titular, popularmente conocida como «La Burreta».

- Tarde: «Procesión de Las Antorchas», procesión Penitencial de la Cofradía de la Purísima Sangre de Cristo y Ntra. Sra. de la Soledad portando el Stmo. Cristo de la Palma.

- Noche: «Procesión del Silencio» de la Cofradía del Silencio, adscrita a la Congregación del Santísimo Cristo del Carmen.

### Lunes Santo
- Noche: Procesión de Penitencia de la Hermandad de la Santa Cena.

### Martes Santo
- Noche: Procesión de Penitencia de la Cofradía de Jesús de la Buena Muerte y Ntra. Sra. de la Esperanza.

### Miércoles Santo
- Noche: «Procesión de les Cortesies» de la Cofradía de la Purísima Sangre de Cristo con la imagen de Ntra. Sra. de la Soledad al encuentro del Santísimo Ecce-Homo.

- Noche: «Procesión de les Cortesies» de la Congregación del Santísimo Ecce-Homo que procesiona su imagen titular al encuentro de Ntra. Sra. de la Soledad.

### Jueves Santo
- Noche: Procesión de Penitencia de la Hermandad de Portadores de Ntro. Padre Jesús Nazareno.

### Viernes Santo
- Mañana: Procesión de la Cofradía del Traslado del Cuerpo de Cristo al Sepulcro con su imagen titular, popularmente conocida como «La Camilla».

- Tarde-noche: «Procesión General del Santo Entierro» en la que participan todas las cofradías y sus pasos que dan la Vuelta General a la Ciudad.

### Domingo de Resurrección
- Mañana: Procesión de la Cofradía de Cristo Resucitado y María Inmaculada con sus imágenes titulares que realizan el encuentro glorioso de resurrección.

## Gastronomía

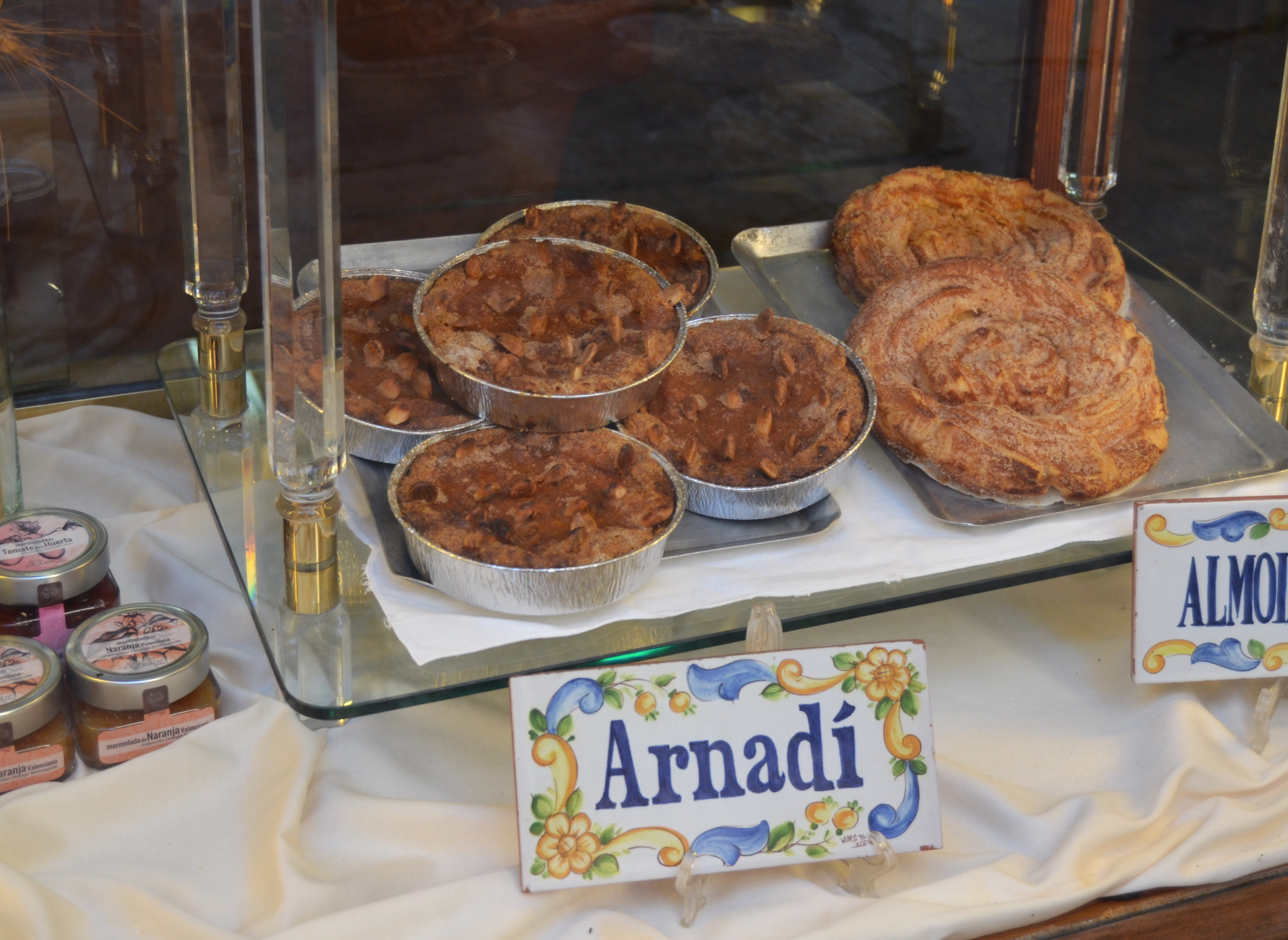
Arnadí en una pastelería de Játiva

Un dulce típico de la Semana Santa de Játiva es el Arnadí, elaborado con calabaza, almendras molidas y azúcar, denominada también Carabassa Santa (Calabaza Santa) por ser consumida fundamentalmente durante aquella semana.